# Inmigración rumana en Ucrania
La inmigración rumana en Ucrania se refiere a los ciudadanos de Rumanía que emigraron a Ucrania en distintos periodos.